# رايموند إم. لومير
رايموند إم. لومير هو مهندس معماري ومخطط حضري وأستاذ جامعي بلجيكي، ولد في 28 مايو 1921 في أوكَل في بلجيكا، وتوفي في 13 أغسطس 1997 في Woluwe-Saint-Lambert ‏ في بلجيكا.